# Montecristo
Montecristo (olaszul Isola di Montecristo) a Toszkánai-szigetek 
egyike a Tirrén-tengerben.

## Földrajza
Közigazgatásilag Olaszország Toszkána régiójának Livorno megyéjéhez tartozik. A 10,04 km² területű sziget Elba szigetétől 45 km-re délre fekszik, Korzikától 60 km-re keletre. Kőzete gránit. Legmagasabb pontja 645 m tengerszint feletti magasságban van. Növényzete főleg örökzöld, szúrós bozót, az úgynevezett macchia. A szigetet csak az őrszemélyzet lakja.

## Nevezetességei
- A sziget 1971 óta teljes egészében természetvédelmi terület.
- Csak a megfelelő engedélyek beszerzése után, főként tudományos céllal látogatható.
- Középkori kolostorrom.

## Külső hivatkozások
- Montecristo szigete (németül, olaszul, angolul, franciául)